# Пазіков Хабір Мухарамович
Хабір Мухарамович Пазіков (15 жовтня 1896, селище Кочкарських золотих копалень Троїцького повіту Оренбурзької губернії, тепер Челябінської області, Російська Федерація — 21 квітня 1975, Москва) — казахський радянський партійний діяч. Депутат Верховної Ради СРСР 1—3-го скликань (1941—1954).

## Життєпис
Народився в родині шахтаря. З травня 1910 по жовтень 1916 року — коногон Миколає-Максиміліановської шахти Кочкарських золотих копалень; відкатник шахти Станелі англійської концесії в Троїцькому повіті Оренбурзької губернії. У жовтні 1916 — жовтні 1917 року — вибійник шахти № 12 Киштимських кам'яновугільних копалень Челябінської губернії.
У жовтні 1917 — травні 1918 року — червоногвардієць у Челябінській губернії.
Член РКП(б) з 1917 по 1922 рік («вибув механічно через пасивність»).
У травні — жовтні 1918 року — вантажник млина Кузнєцова в місті Стерлітамак Уфимської губернії. У жовтні 1918 — квітні 1919 року — чорнороб служби залізничних шляхів на станції Златоуст Рязано-Уральської залізниці. З квітня по червень 1919 року — ув'язнений в таборі білогвардійських військ адмірала Колчака в Уфі.
У червні 1919 — липні 1922 року — вибійник шахт № 1, 3, 10, 12 кам'яновугільних копалень Верхньоуфалейського заводу Челябінської губернії. У липні 1922 — серпні 1923 року — вибійник шахти «Буко» рудника «Акжал» Семипалатинської губернії. У серпні 1923 — березні 1926 року — вибійник шахти «Центральна» Кемеровського рудника Щегловського повіту Томської губернії.
Член РКП(б) з жовтня 1924 року.
У березні — червні 1926 року — інструктор Томського окружного комітету ВКП(б). У червні 1926 — серпні 1928 року — інструктор Канського окружного комітету ВКП(б) Сибірського краю. У 1927 році закінчив вечірній робітничий факультет у місті Канську.
У серпні 1928 — вересні 1930 року — студент Комуністичного університету трудящих Сходу імені Сталіна в Москві, закінчив три курси.
У вересні 1930 — жовтні 1931 року — член пропагандистської групи ЦК ВКП(б) при районному комітеті ВКП(б) на руднику «Баймак» Баймацького району Башкирської АРСР.
У жовтні 1931 — вересні 1935 року — керівник пропагандистської групи ЦК ВКП(б) при Ферганському міському комітеті КП(б) Узбекистану, керівник пропагандистської групи ЦК ВКП(б) при Киргизькому обласному комітеті ВКП(б) у місті Фрунзе.
У вересні 1935 — грудні 1937 року — слухач Історичного інституту червоної професури в Москві, закінчив три курси.
У грудні 1937 — січні 1938 року — інструктор відділу керівних партійних органів ЦК ВКП(б). У січні — травні 1938 року — відповідальний організатор відділу керівних партійних органів ЦК ВКП(б) у Москві.
У травні — листопаді 1938 року — 1-й секретар Західно-Казахстанського обласного комітету КП(б) Казахстану.
У листопаді 1938 — листопаді 1942 року — 1-й секретар Карагандинського обласного комітету КП(б) Казахстану.
У листопаді 1942 — лютому 1944 року — 2-й секретар Татарського обласного комітету ВКП(б) у місті Казані.
У лютому 1944 — січні 1948 року — 1-й секретар Південно-Казахстанського обласного комітету КП(б) Казахстану.
16 січня 1948 — вересень 1952 року — 1-й секретар Східно-Казахстанського обласного комітету КП(б) Казахстану.
У вересні 1952 — жовтні 1953 року — слухач курсів перших секретарів обкомів і голів облвиконкомів при ЦК ВКП(б)—КПРС у Москві.
У листопаді 1953 — липні 1955 року — завідувач відділу персональних пенсій Управління справами РМ РРФСР. У липні 1955 — червні 1958 року — старший референт Ради міністрів РРФСР по Міністерству соціального забезпечення РРФСР. У червні 1958 — серпні 1960 року — інструктор групи Ради міністрів РРФСР.
З серпня 1960 року — на пенсії в місті Москві.

## Нагороди
- орден Леніна
- два ордени Трудового Червоного Прапора (15.02.1939,)
- орден Вітчизняної війни ІІ ст.
- орден Червоної Зірки
- медалі